# A kviddics évszázadai
A kviddics évszázadai (eredeti címén: Quidditch Through the Ages) egyaránt egy képzeletbeli könyv J. K. Rowling Harry Potter meseregény-sorozatában, és egy valódi könyv, melyet az írónő írt a regényfolyam mellé. A megjelent könyvön az van feltüntetve, hogy a képzeletbeli roxforti könyvtári példány alapján készült.

## A képzeletbeli könyv
Harry Potter képzeletbeli világában a könyvet Tudor Hushpush, elismert kviddics-kutató írta.
A könyv felöleli a kviddics teljes történetét, a legelső seprűnyélen alapuló játékoktól kezdve. Madam Cvikker, a Roxfort könyvtárosnője szerint a könyvet a diákok napi rendszerességgel „mancsolják, nyálazzák, és minden módon bántalmazzák”, ami azonban Dumbledore szerint egy könyv számára az elismertség legnagyobb jele. Harrynek nagyon tetszett a könyv, amikor olvasta elsőéves korukban (Hermione hozta ki a könyvtárból, és adta neki kölcsön). Piton professzor, mikor meglátta, hogy Harry kivitte magával az udvarra a könyvet, azt mondta a fiúnak, hogy a könyvtári könyveket tilos kihozni az iskola épületéből, és elkobozta tőle a meglehetősen elhasználódott példányt. Harry vissza akarta szerezni, és a tanáriba benyitva látta meg a Piton lábán díszelgő hatalmas sebet, amelyet Bolyhoska harapása okozott. Harry nem kapta vissza a könyvet, és azóta a regényfolyam lapjain nem került elő.

## A valódi könyv
A valódi könyvet J. K. Rowling írta, noha a borítón Tudor Hushpush neve olvasható. A könyvet megvásárlók a brit Comic Relief alapítványt támogatják, ahogy a partnerkiadvány, a Legendás állatok és megfigyelésük című mű esetében is. Magyarországon mindkét könyv a regénysorozathoz hasonlóan az Animus Kiadó gondozásában jelent meg.

## Képzeletbeli ajánlások
A könyv elején több képzeletbeli (néhányan a történetekben is szerepelnek) személy ajánlása olvasható:
Tudor Hushpush szorgalmas kutatómunkával kincset érő, mindeddig ismeretlen információkat gyűjtött össze a varázslók sportjáról. Könyve lebilincselő olvasmány.
- Bathilda Bircsók, A mágia története c. mű szerzője

Hushpush minden olvasói igényt kielégít: tanulságos, egyben szórakoztató könyvet ad a kviddicsrajongók kezébe.
- A seprűk világa szerkesztője

Alapmű a kviddics eredetének és történetének témájában. Csak ajánlani tudom.
- Brutus Scrimgeour, A terelők bibliájának szerzője

Hushpush úr kimondottan ígéretes tehetségű szerző. Ha így folytatja, előbb-utóbb együtt fényképezkedhet velem!
- Gilderoy Lockhart, az Egy elbűvölő ember szerzője

Tízet teszek egy ellen, hogy bestseller lesz. Na, fogadunk?
- Ludo Bumfolt, az angol válogatott és a Dimbourne-i Darazsak terelője

Olvastam rosszabbat is…
- Rita Vitrol, Reggeli Próféta

## Magyarul
- Tudor Hushpush: A kviddics évszázadai; ford. Tóth Tamás Boldizsár; Animus, Bp., 2001